# 納賽爾主義

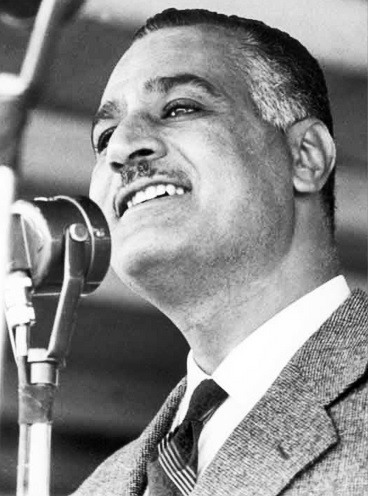
1960年，贾迈勒·阿卜杜-纳赛尔在一次公开演讲中

納賽爾主義（阿拉伯语：‎），又称合作民主社会主义，是由時任埃及總統贾迈勒·阿卜杜-纳赛尔提出的思想。1952年，埃及阿拉伯革命爆發，以納賽爾為首的自由軍官運動發起革命，推翻了親英法的法魯克王朝的統治，埃及王國滅亡，取而代之的是納賽爾建立的埃及共和國。納賽爾統治埃及期間，以阿拉伯民族主義及阿拉伯社會主義為基礎，融合了伊斯蘭主義、共和主義、世俗主義、民族主義、社會主義、反帝國主義、泛阿拉伯主義、發展中國家團結主義和國際不結盟運動等元素，作為對內統治與對外外交的主要方向，不僅是希望在埃及的統治得到穩定，更試圖聯合與團結阿拉伯世界，組成一個相互合作的組織以至於形成聯合的國家。時任埃及總統顧問穆罕默德·哈桑宁·海卡尔認為，納賽爾主義象徵著「解放的方向、社會主義的改革、人民對自己資源的控制以及勞動人民力量的民主」。在納賽爾去世後，他的思想備受阿拉伯人推崇，時至今日，該思想仍持續的影響著阿拉伯世界。

## 歷史

### 背景
1947年，於第二次世界大戰中駐紮在埃及的英國軍隊在北非戰場結束後開始撤離埃及，但仍保有蘇伊士運河的部分駐軍。隨著埃及國內的民族主義和反英情緒水漲船高，加上第一次中東戰爭的失利，親英國的埃及國王法魯克一世淪為眾矢之的，埃及國內反君主制的情緒也在與日俱增，這也反映在1950年的國會選舉上。在1950年的國會選舉上，奉行民族主義觀念的華夫脫黨取得壓倒性勝利，國王不得已任命穆斯塔法·納哈斯為新任埃及首相。1951年，埃及單方面宣布廢除1936年英埃同盟條約，要求所有英軍撤離蘇伊士運河地區，同年10月，英國和埃及政府間就駐紮在埃及國內的英軍數量產生矛盾。英國在10天內動員了6萬人以示回應，這被認為是二戰戰後最大的軍隊空運行動。由於英國人拒絕從蘇伊士運河地區的軍事基地中撤出，埃及政府下令切斷基地的水源與電源，拒絕向軍事基地供應物資；同時抵制英貨，禁止埃及人民進入該地區，並暗中組織游擊隊攻擊英國基地，這導致當地爆發了軍事衝突。

### 伊斯梅利亞事件
1952年1月，衝突逐漸升溫，1月24日，埃及游擊隊對蘇伊士運河區的英軍發動攻擊。在這一過程中，埃及警察向游擊隊提供了幫助。英軍在喬治.埃爾斯金將軍的指揮下發動回擊，在1月25日派出坦克和步兵包圍了伊斯梅利亞的埃及警察派出所，要求埃及警察在一小時內繳械投降。當地警察部隊指揮官向埃及內務大臣、納哈斯首相的親信福阿德.塞拉格丁（Fouad Serageddin）打電話請求指示。當時塞拉格丁正在浴室里抽雪茄。他下令警察部隊戰鬥至「最後一人一彈」。最後，派出所被英軍夷平，43名埃及警察和3名英軍士兵陣亡。伊斯梅利亞事件激怒了埃及人。於是在隔天，1952年1月26日，埃及國內爆發了被稱為黑色星期六的反英衝突，焚毀了由伊斯梅爾帕夏仿造巴黎風格建設的開羅城。法魯克國王將黑色星期六衝突歸咎於華夫脫黨，於次日解除了納哈斯的首相職務，由阿里·馬希爾帕夏接任。

### 埃及阿拉伯革命
1948年5月，穆罕默德·納吉布、贾迈勒·阿卜杜-纳赛尔和安瓦爾·薩達特聯合組成自由軍官運動，旨在反對英國占領、反對法魯克王朝的腐敗統治及要求埃及人管理自己的國家，並主張建立共和制的泛阿拉伯民族主義政府。1950年，成立自由軍官組織執行委員會，納賽爾當選為主席。1952年，自由軍官組織成員已有數百人，成為埃及的主要反政府力量。1952年7月16日，自由軍官組織創建委員會秘密召開會議，商討發動政變。會議的主持人是納賽爾，鑑於國王對軍隊的清洗已迫在眉睫，委員會決定7月22日發動政變。
1952年7月22日晚上23點，自由軍官們率領部隊，由坦克、裝甲車掩護，分頭執行戰鬥任務。行動異常順利。在占領機場、火車站、電報電話局、電台、馬可尼大樓的過程中，政變部隊幾乎沒有遇到抵抗。7月23日凌晨，自由軍官完全控制開羅。上午7點，自由軍官組織創建委員會發表聲明，闡述政變動因：「埃及經歷了現代歷史的賄賂、腐化和政局不穩的艱難時期。這一現象深深地影響著軍隊……為此，我們採取了純潔自己隊伍的行動。」。7月24日，發表第二份聲明，鼓勵群眾支持軍隊的革命行動。開羅的局勢逐漸平靜和明朗。7月25日，軍隊逼近王宮，法魯克國王計畫逃亡，7月26日，法魯克國王讓位於他七個月大的兒子福阿德二世。同日晚18點，法魯克國王包括福阿德二世在內的其他皇室成員一道乘皇家遊艇離開埃及，逃往義大利。依照慣例，穆罕默德.阿卜杜.莫內姆王子組建了攝政委員會。但攝政委員會只是在名義上擁有權力，實權掌握在由納吉布和納賽爾領導的革命指揮委員會手中。 熱切期待改革的工人們於1952年8月12日在道瓦爾城發動的起事被平息，兩人被判死刑。在一段短暫的文官統治後，自由軍官組織於1953年6月18日廢除了君主制，廢除1923年憲法，宣布成立埃及共和國。自由軍官運動的領袖納吉布、納賽爾及薩達特，先後陸續成為埃及第一、第二及第三任總統。

### 納賽爾上台
納吉布在1954年下台後，納賽爾成為第二任埃及總統，在歷經了伊斯梅利亞事件及埃及阿拉伯革命後，他深知此時埃及人民內心的主要想法，因此主張改革，實施世俗化政策，對外也不斷倡導阿拉伯世界的團結與合作，一同對抗歐美國家。長期受英國殖民與壓榨的埃及人民紛紛支持納賽爾的想法。直到納賽爾去世後，他的思想仍流傳與影響著阿拉伯世界。

## 概念

### 解釋
學界對「納賽爾主義」的解釋主要認為，納賽爾主義是納賽爾統治埃及時期，埃及對內政與外交的主要想法與政策行動，因此納賽爾主義被認為是一種廣義術語，可以有多種解釋。
一名希臘裔美國政治學家和中東歷史學家帕納約蒂斯·杰拉西莫夫·瓦蒂基奧蒂斯（Panayiotis Jerasimof Vatikiotis，1928年2月5日至1997年12月15日）在他的一本著作《納賽爾和他的一代》（Nasser and his Generation，1978）中，他認為納賽爾主義是一個因領袖崇拜而興起的意識形態，之所以能夠受到推崇，完全是領袖的「魅力」而不是他的「領導力」。瓦蒂基奧蒂斯詳細描述了納賽爾利用言論作為政治工具來影響他的選民，雖然他們被剝奪了對其領導人政策的任何參與權，但他們依舊支持著納賽爾。同時也指出，納賽爾透過廣播、電視和大型集會上向群眾發表講話，內容多為反帝國主義與反錫安主義，這在當時觸動了埃及人民的想法，激進且慷慨的演講，也讓人民被激發到歇斯底里。

### 意識形態
納賽爾主義最主要的意識形態是以泛阿拉伯主義及阿拉伯民族主義為核心，融合了阿拉伯社會主義的元素，以追求阿拉伯的團結與進步。而與西方思想中的蘇東集團社會主義大不相同。雖然納賽爾主義反對西方的資本主義，但也反對東方的共產主義，因為共產主義被認為與阿拉伯社會與宗教基礎不相容，因此，納賽爾主義者試圖阻止共產主義在阿拉伯世界的崛起，並支持對試圖在阿拉伯地區傳播共產主義的個人或組織實施嚴厲的懲罰
。

## 影響
納賽爾主義的興起影響了許多阿拉伯國家，他們採用了納賽爾主義的政府形式，同樣呼籲著阿拉伯的團結與進步。现实例子包括：
- 贾迈勒·阿卜杜-纳赛尔領導的埃及共和國
- 民族解放陣線执政的阿爾及利亞人民民主共和國
- 穆阿邁爾·卡扎菲領導的大利比亞阿拉伯人民社會主義民眾國
- 哈菲茲·阿薩德及巴沙爾·阿薩德領導的敘利亞阿拉伯共和國
- 薩達姆·海珊領導的伊拉克共和國